# Erik Jendresen

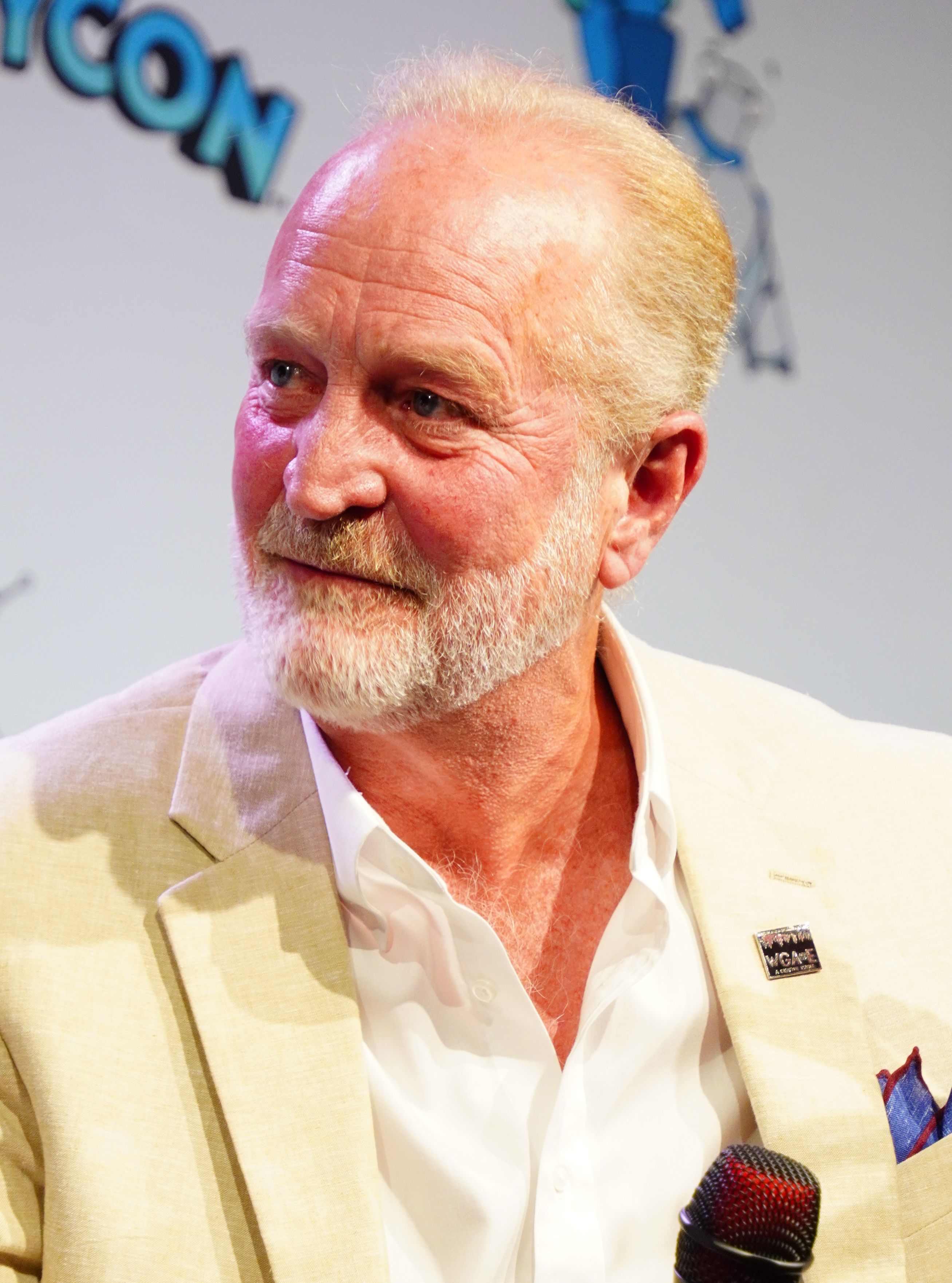
Erik Jendresen (2023)

Erik Jendresen (* 22. Dezember 1959 in Milwaukee, Wisconsin) ist ein US-amerikanischer Drehbuchautor und Filmproduzent.

## Werdegang
Zu seinen bisherigen Projekten als Drehbuchautor gehören die HBO-Miniserie Band of Brothers – Wir waren wie Brüder und der Film Killing Lincoln.
2023 war Jendresen Co-Autor von Mission: Impossible – Dead Reckoning Teil Eins, dem siebten Teil der Mission-Impossible-Filmreihe (neben Regisseur Christopher McQuarrie). Ebenso ist er Co-Autor des darauffolgenden achten Teils Mission: Impossible – The Final Reckoning. Auch bei dem nach Abschluss der Filmreihe geplanten Folgeprojekt von Tom Cruise und Christopher McQuarrie soll Erik Jendresen als Co-Autor mitwirken.
Jendresen lebt in Sausalito, Kalifornien.

## Filmografie
- 2000: Deadlocked – Die fünfte Gewalt (Deadlocked, Fernsehfilm)
- 2001: Band of Brothers – Wir waren wie Brüder (Band of Brothers, Miniserie)
- 2002: Crazy as Hell
- 2007: Sublime
- 2008: Otis
- 2011: The Big Bang
- 2012: This American Housewife (Fernsehserie, 1 Folge)
- 2013: Killing Lincoln
- 2015: Ithaca
- 2023: Mission: Impossible – Dead Reckoning Teil Eins (Mission: Impossible – Dead Reckoning Part One)
- 2025: Mission: Impossible – The Final Reckoning

## Auszeichnungen
- Saturn-Award-Verleihung 2024: Nominierung für das Beste Drehbuch (Erik Jendresen & Christopher McQuarrie)